# Персей (судно)
«Персе́й» — первое советское научно-исследовательское судно.
С 1922 года — база для Плавучего морского научного института.

## История судна
Постройка зверобойного судна «Персей» была начата онежским промышленником Е. В. Могучим в 1916 году в Онеге. Через три года его отбуксировали в Архангельск, где на реке Лае после передачи Советом труда и обороны корпуса судна Плавморнину 10 января 1922 года, началась его достройка и оборудование по норвежским чертежам, как научно-исследовательского судна. Руководили работами корабельный мастер В. Ф. Гостев и первый директор института, профессор МГУ И. И. Месяцев. В группу строителей судна входили и будущие известные ученые Л. А. Зенкевич, В. В. Шулейкин, М. В. Кленова, Н. Н. Зубов, которые впоследствии принимали участие в рейсах «Персея»:15.
7 ноября 1922 года на корме судна был поднят Государственный флаг РСФСР, а 1 февраля 1923 года на гафеле появился собственный флаг судна — синий вымпел с изображением семи звезд созвездия Персея. С тех пор этот вымпел первого советского научно-исследовательского судна стал эмблемой советских и российских научно-исследовательских институтов рыбной отрасли. 19 августа 1923 года судно «Персей» вышло в свой первый научный рейс:26.

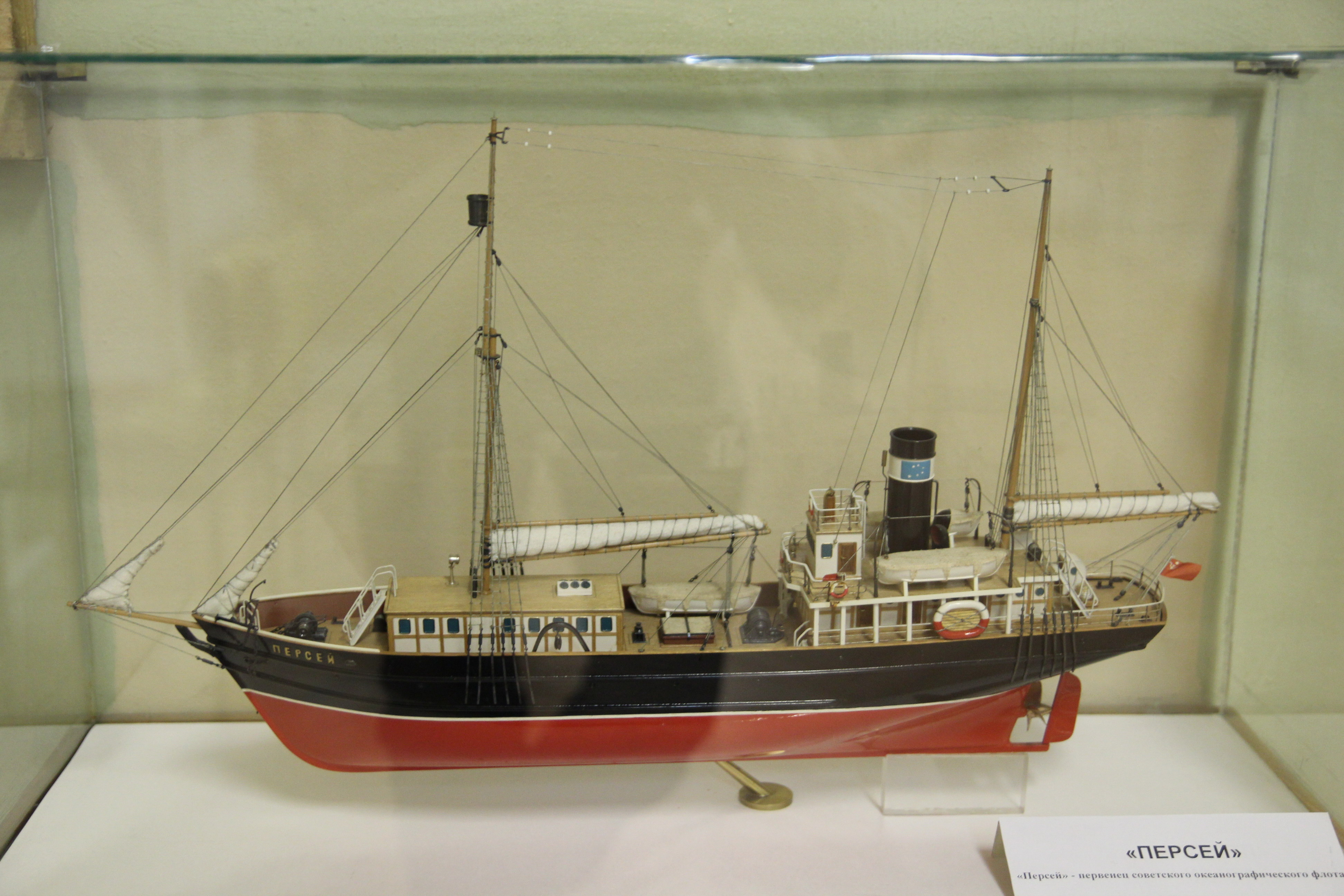
Модель судна в Мурманском краеведческом музее

За годы своего плавания корабль науки совершил множество экспедиций (по разным данным — от 80 до 99) по северным морям — Баренцеву, Карскому, Гренландскому, плавал у берегов Новой Земли, Земли Франца-Иосифа, Ян-Майена и Шпицбергена. Участвовал в поисках арктической экспедиции Нобиле. Корабль проводил гидрологические, научно-промысловые исследования, в том числе по программе второго Международного полярного года (1932—1933 гг.):27. Во время Великой Отечественной войны, 10 июля 1941 года «Персей» был потоплен немецко-фашистской авиацией в губе Эйна Мотовского залива. Рейсы «Персея» стали школой для многих известных ученых-океанологов. Через исследования северных морей бассейна Северного Ледовитого океана «Персеем» советская наука перешла к исследованию всего Мирового океана.
Известный советский учёный С. В. Обручев написал гимн «Персея», в котором есть такие строки::29

И вымпел гордый пусть «Персея» —

Рой звезд и неба синева —

Над всем полярным морем реет

Сегодня, завтра и всегда…

В 1979 году в городе Онеге был установлен памятник в виде стелы НИС «Персей». 
Предположительно останки судна находятся в районе губы Эйна полуострова Рыбачий.